# André II de Vitré
Pour les articles homonymes, voir André II.
André III de Vitré (vers 1150 † 9 juin 1210 ou 1211) fut baron de Vitré de 1173 à 1210/11.

## Biographie
André II de Vitré est le fils aîné de Robert III de Vitré, baron de Vitré et de son épouse Emma de Dinan, fille d’Alain de Dinan.
Il succède à son père en 1173, date à laquelle il a déjà combattu pour le roi Henri II Plantagenêt en 1168.
Au début des années 1180, il prend part à un pèlerinage armé en Terre-Sainte et revient en Bretagne au bout de quelques années.
En 1185, il fait partie des nobles présents à l’Assise au Comte Geoffroy.
En 1196, la duchesse de Bretagne Constance est enlevée et emprisonnée par son mari Ranulph de Blondeville. Avec plusieurs autres barons bretons, André se révolte. Il accepte de livrer sa fille Emma, qui est alors son unique héritière, comme otage à Richard Cœur-de-Lion contre la libération de Constance. Emma et les autres otages sont emmenés mais la duchesse n’est pas libérée.

## Unions et postérité
André II de Vitré contracte quatre unions :

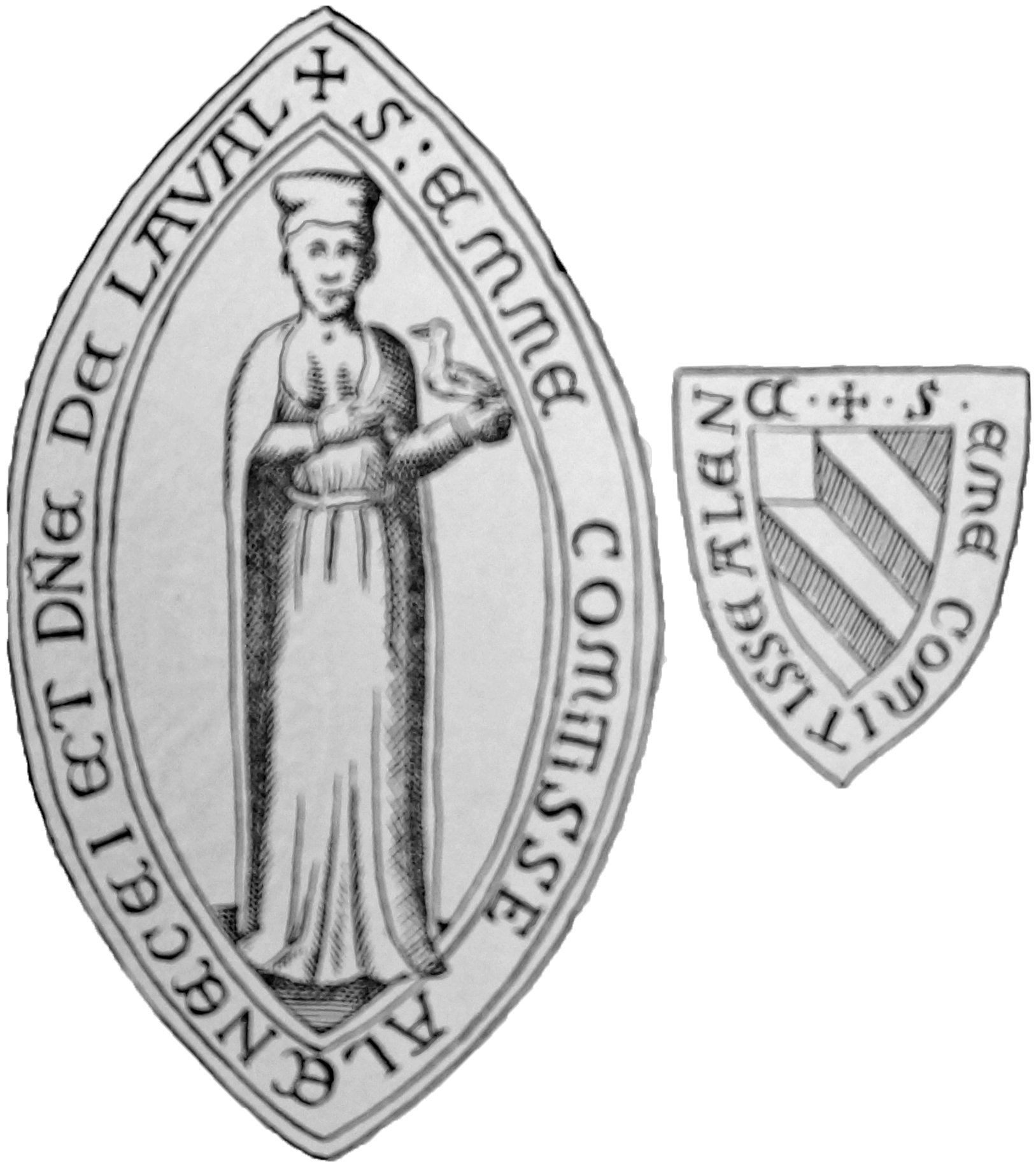
Sceau d'Emma de Vitré

Il épouse en premières noces, avant 1173, Mathilde de Mayenne, fille de Geoffroy III, seigneur de Mayenne, et de Constance de Cornouaille (fille du duc Conan III de Bretagne). Le mariage, sans postérité, est annulé en 1189 ou 1190.
Il épouse en secondes noces vers 1190 Enoguen de Léon, fille de Guyomarch IV, vicomte de Léon et de son épouse Nobilis, dont il a :
- Emma, et qui épouse Alard IV de Château-Gontier en 1207 ;
- Aliénor, qui épouse Jean III de Dol, seigneur de Combourg en 1210 [4].

Enoguen meurt à une date inconnue et André se remarie le 3 mars 1199 avec Eustachie de Rays, fille d’Harscoët III de Rays, dont il a :
- André III, qui lui succède et épouse Catherine de Thouars, fille de Constance de Bretagne et Guy de Thouars en 1212 ;
- Constance, qui épouse vers 1225 Alain de Coëtmen, vicomte de Tonquédec ;
- Robert de Vitré, seigneur de Landavran, qui épouse Jeanne « Sobrio », fille de Guillaume « Sobrio »[5],[6].

Eustachie meurt avant le 7 décembre 1209 et André se remarie peu après avec Luce Paynel, sœur de Foulque Paynel, union sans postérité.

## Sources
- Judith Everard et Michael Jones The Charters of Duchess Constance and her Family, 1171-1221 (1999), The Boydell Press.
- Frédéric Morvan Les Chevaliers bretons. Entre Plantagenets et Capétiens du milieu XIIe au milieu du XIIIe siècle éditions Coop Breizh,  Spézet 2014  (ISBN 9782843466700) Généalogie des Vitré p. 290, généalogie des Rays p. 283 et généalogie des Léon p. 278.
- André Chédeville  & Noël-Yves Tonnerre, La Bretagne féodale XIe – XIIIe siècle, Rennes, Ouest-France Université, 1987 (ISBN 9782737300141), p. 81, 82, 99, 103